# Schistura altipedunculatus
Schistura altipedunculatus és una espècie de peix de la família Balitoridae i de l'ordre dels cipriniformes que es troba a l'Índia.